# Визер, Густав
Гу́став Ви́зер (нем. Gustav Wieser; 24 июня 1898 — 1 января 1960) — австрийский футболист и футбольный тренер. Наиболее известен как игрок австрийских клубов «Рапид» и «Винер Аматёр», в составе которых стал семикратным чемпионом Австрии.

## Клубная карьера
Густав Визер начал свою карьеру в 1915 году в венском клубе «Рапид», который на тот момент являлся одной из лучших команд в австрийском футболе. Дебютировал в чемпионате Австрии 14 марта 1915 года в матче против ВАФ (2:2), при этом его партнёрами в нападении были известные игроки Леопольд Грундвальд, Эдуард Бауэр, Рихард Кутан и Густав Блаха. Начиная со следующего сезона Визер становится одним из лучших бомбардиров команды. Всего за шесть сезонов в «Рапиде» игрок пять раз становился чемпионом Австрии, а также дважды выигрывал Кубок Австрии.
В 1921 году Визер перешёл в немецкий клуб «Вюрцбургер Киккерс», но через два года вернулся в Австрию, где продолжил карьеру в клубе «Винер Аматёр», главном сопернике «Рапида». Дебютировал 27 мая 1923 года в матче чемпионата Австрии против «Зиммеринга» (0:1). Начиная с сезона 1923/24 «Аматёр» трижды подряд победил в Кубке Австрии, при этом в каждом из финалов Визер забивал по голу. Также в этом сезоне команда впервые в своей истории стала чемпионом Австрии, а Визер — лучшим бомбардиром лиги. Аналогичного достижения игрок добился и в следующих двух сезонах, при этом в сезоне 1925/26 «Аматёр» вновь стал чемпионом. Забив в этом сезоне в общей сложности 37 голов, Визер установил рекорд клуба, который был провзойдён только в 1980 году Вальтером Шахнером. Всего за клуб Визер забил 86 голов в 104 матчах.
Завершил карьеру игрока в 1927 году.

## Карьера в сборной
Визер дебютировал за национальную сборную Австрии 7 мая 1916 года в товарищеском матче против сборной Венгрии (3:1). До 1921 года он сыграл ещё 8 матчей, однако после перехода в «Вюрцбургер Киккерс» в сборную не вызывался, пропустив подряд девять матчей. Первый гол за команду забил 2 мая 1920 года.
После возвращения в Австрию Визер вновь начал привлекаться к играм за сборную. С 1923 по 1926 год сыграл 18 матчей, забив 11 голов. 20 января 1924 года провёл один из лучших своих матчей за сборную, дважды забив в ворота Италии в Генуе (Австрия в итоге победила со счётом 4:0). В следующем матче против сборной Югославии сделал хет-трик.

## Тренерская карьера
После завершения игровой карьеры Визер тренировал ряд немецких клубов, включая «Айнтрахт» из Франкфурта-на-Майне и «Шальке 04». Наибольшего успеха добился с польским клубом «Рух», дважды подряд выиграв чемпионат Польши в сезонах 1934 и 1935.

## Достижения

### В качестве игрока
- Чемпион Австрии (7): 1915/16, 1916/17, 1918/19, 1919/20, 1920/21, 1923/24, 1925/26
- Обладатель Кубка Австрии (4): 1918/19, 1919/20, 1924/25, 1925/26
- Лучший бомбардир чемпионата Австрии (3): 1924[11], 1925, 1926

### В качестве тренера
- Чемпион Польши (2): 1934, 1935

## Статистика выступлений
| Клуб               | Сезон            | Лига | Лига | Кубок Австрии | Кубок Австрии | Итого | Итого |
| Клуб               | Сезон            | Игры | Голы | Игры          | Голы          | Игры  | Голы  |
| ------------------ | ---------------- | ---- | ---- | ------------- | ------------- | ----- | ----- |
| Рапид (Вена)       | 1915             | 8    | 1    | -             | -             | 8     | 1     |
| Рапид (Вена)       | 1915/16          | 18   | 18   | -             | -             | 18    | 18    |
| Рапид (Вена)       | 1916/17          | 13   | 15   | -             | -             | 13    | 15    |
| Рапид (Вена)       | 1917/18          | 0    | 0    | 0             | 0             | 0     | 0     |
| Рапид (Вена)       | 1918/19          | 17   | 7    | 4             | 0             | 21    | 7     |
| Рапид (Вена)       | 1919/20          | 21   | 18   | 5             | 5             | 26    | 23    |
| Рапид (Вена)       | 1920/21          | 5    | 4    | 0             | 0             | 5     | 4     |
| Рапид (Вена)       | Итого            | 82   | 63   | 9             | 5             | 91    | 68    |
| Вюрцбургер Киккерс | 1920/21          | ?    | ?    | -             | -             | ?     | ?     |
| Вюрцбургер Киккерс | 1921/22          | ?    | ?    | -             | -             | ?     | ?     |
| Вюрцбургер Киккерс | 1922/23          | ?    | ?    | -             | -             | ?     | ?     |
| Вюрцбургер Киккерс | Итого            | ?    | ?    | 0             | 0             | ?     | ?     |
| Винер Аматёр       | 1922/23          | 6    | 1    | 0             | 0             | 6     | 1     |
| Винер Аматёр       | 1923/24          | 20   | 16   | 5             | 2             | 25    | 18    |
| Винер Аматёр       | 1924/25          | 18   | 19   | 4             | 4             | 22    | 23    |
| Винер Аматёр       | 1925/26          | 21   | 25   | 5             | 12            | 26    | 37    |
| Винер Аматёр       | 1926/27          | 20   | 6    | 5             | 1             | 25    | 7     |
| Винер Аматёр       | Итого            | 85   | 67   | 19            | 19            | 104   | 86    |
| Всего за карьеру   | Всего за карьеру | 167+ | 130+ | 28            | 24            | 195+  | 154+  |